# Ellen Andrée

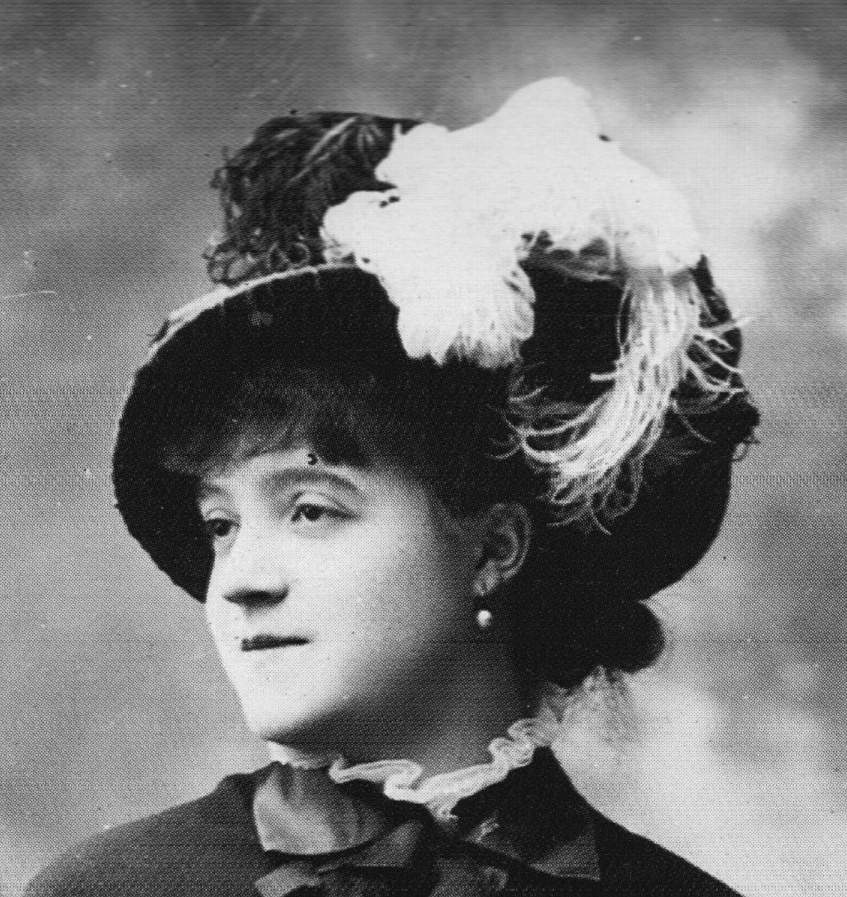
Porträt Ellen Andrée,
Fotografie von Nadar, vor 1900

Ellen Andrée, eigentlich Hélène André, auch Hélène Andrée (* 7. März 1856 in Paris; † 9. Dezember 1933 ebenda) war von 1879 bis zu Beginn der 1920er Jahre eine erfolgreiche französische Bühnenschauspielerin. Sie wirkte in Stücken des naturalistischen Theaters mit und hatte zahlreiche Rollen in Komödien. Ihre berufliche Karriere begann sie zunächst als Mannequin und stand ab Mitte der 1870er Jahre des verschiedenen impressionistischen Malern Modell. Zu den Künstlern, die sie mehrfach porträtierten, gehören Édouard Manet, Edgar Degas und Pierre-Auguste Renoir. Obwohl sie nur wenige Jahre als Modell arbeitete und mehrere Jahrzehnte erfolgreich auf der Bühne stand, ist sie heute vor allem für die inzwischen populären Gemälde in Erinnerung.

## Leben
Ellen Andrée kam als Hélène André 1857 in der Rue Geoffroy-Marie in Paris zur Welt. Über ihre Herkunft und Jugend gibt es nur lückenhafte und teils widersprüchliche Angaben. Wesentliche Informationen erhielten 1910 der Kunsthändler Ambroise Vollard, der sie für eine Biografie über Pierre-Auguste Renoir befragte, und später der Kunsthistoriker Adolphe Tabarant, der bei ihr für seine Manet-Biografie recherchierte.
Der Autor John Collins führt an, Hélène Andrés Vater sei Offizier beim Militär und ihre Mutter Verkäuferin in der Konfektionsabteilung eines großen Kaufhauses gewesen. In den Notizen von Édouard Manet findet sich jedoch der Hinweis, der Vater sei der Maler Edmond André gewesen. Nach ihren eigenen Angaben sollte sie ursprünglich Grundschullehrerin werden, eine Idee, die aufgrund mangelnder Leistungen in Mathematik wieder verworfen wurde. Ihre berufliche Laufbahn begann sie als Mannequin im Modehaus Worth.

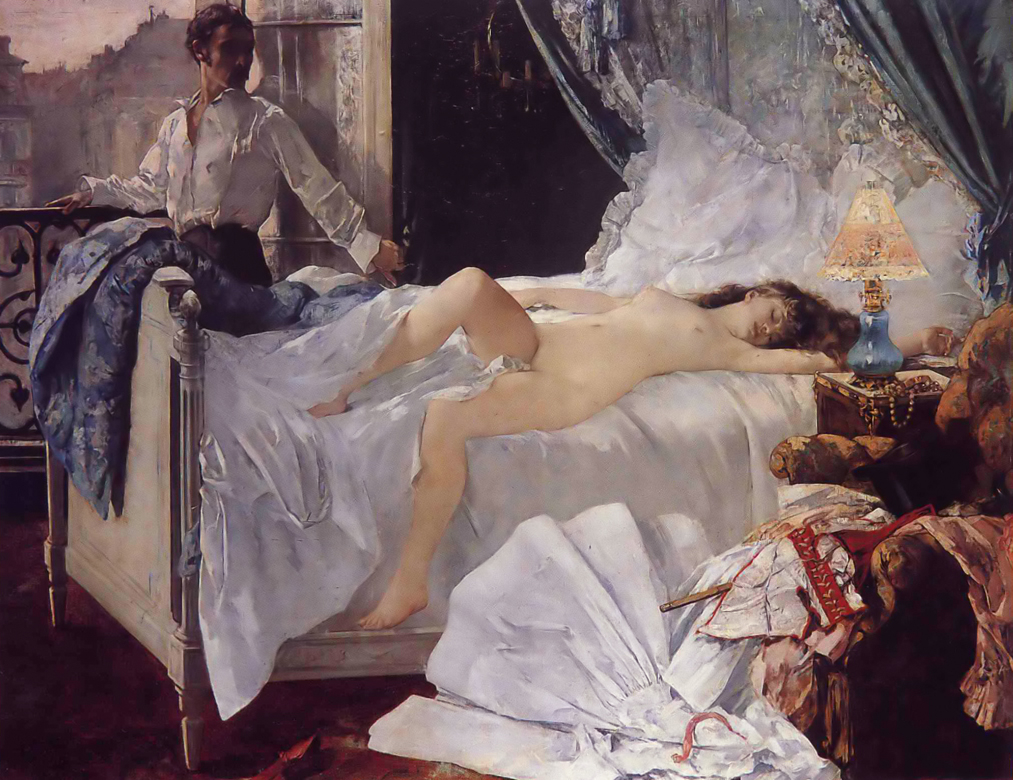
Henri Gervex: Rolla, 1878

Ab Mitte der 1870er Jahre verkehrte sie im Café de la Nouvelle Athènes, einem in Künstlerkreisen in dieser Zeit sehr beliebten Lokal. Dies war ungewöhnlich, da für eine unverheiratete Frau aus bürgerlichem Haus in dieser Zeit ein Aufenthalt in einem Café als unpassend galt und nur Prostituierte oder Frauen aus der Arbeiterklasse üblicherweise allein einen solchen Ort besuchten. Unwahrscheinlich erscheint in diesem Zusammenhang das von Ellen Andrée selbst angegebene Geburtsjahr 1862, da sie 1875, zu einem Zeitpunkt, als sie Édouard Manet erstmals Modell stand, erst 13 Jahre alt gewesen wäre. Weder entspricht ihr Aussehen in diesen Gemälden einer 13-Jährigen, noch scheint ein Café-Besuch in diesem Alter wahrscheinlich.
Im Café de la Nouvelle Athènes lernte sie neben Manet Maler wie Edgar Degas und Pierre-Auguste Renoir kennen, denen sie in der Folgezeit als Modell diente. Voraussetzung hierfür war weder ein gutes Aussehen noch eine gute Figur, sondern, wie die Kunsthistorikerin Françoise Cachin erläutert, dass Hélène André die entsprechende Geduld besaß, um in Posen zu verharren, und ihre Ausstrahlung das „gewisse Etwas“ hatte.
In einem der Maler-Ateliers entdeckte sie der Schauspieler Lassouche für die Bühne, wobei der Skandal um ihr Aktbildnis Rolla von Henri Gervex im Salon de Paris 1878 ihre Schauspielkarriere begünstigte (siehe unten). Mit Beginn ihrer Bühnentätigkeit nahm sie den Künstlernamen Ellen Andrée an, den sie auch nach ihrer Heirat 1887 mit dem Maler Henri Julien Dumont beibehielt. Nach ihrer Hochzeit lebte sie im Pariser Vorort Ville-d’Avray und trat bis in die 1920er-Jahre als Bühnenschauspielerin auf. Neben den verschiedenen Gemälden, die in den Jahren 1875 bis 1881 von ihr entstanden, sind zahlreiche Fotografien von Felix Nadar erhalten, der ihre Bühnentätigkeit dokumentierte.

## Das Modell der Maler

### Manet
Manet war neben Degas der erste Maler, dem Hélène André Modell stand. Sein 1875 entstandenes Gemälde La Parisienne (Nationalmuseet Stockholm) zeigt sie als einen typischen Frauentyp der Dritten Republik, der für Manet einen Inbegriff des „Pariser Chic“ darstellte, wie beispielsweise auch Nina de Callias und Henriette Hauser. Manet griff in den Folgejahren wiederholt auf Hélène André als Modell zurück. Belegt ist, dass sie für das heute im Musée d’Orsay befindliche Pastell Bildnis einer jungen blonden Frau aus dem Jahr 1878 Modell stand. Im selben Jahr porträtierte Manet sie als eine Figur im Gemälde Café-concert de Reichshoffen. Das Gemälde existiert heute nur noch in zwei überarbeiteten Teilfragmenten. Der linke Teil mit dem Porträt der Hélène André befindet sich in der Sammlung Oskar Reinhart «Am Römerholz». Ebenso diente sie Manet für das Gemälde Sitzendes Mädchen (Privatsammlung) aus dem Jahr 1880 als Modell. Bei zwei weiteren Gemälden Manets aus dem Jahr 1878 ist die Rolle von Hélène André nicht völlig geklärt. Beim Gemälde Beim Père Lathuille, im Freien (Musée des Beaux-Arts, Tournai) saß sie zwar zunächst Modell, erschien dann aber nach zwei Sitzungen nicht mehr und wurde durch Judith French, eine Verwandte von Jacques Offenbach, ersetzt, sodass ihr Anteil am Gemälde unklar ist. Beim Gemälde Die Pflaume (National Gallery of Art, Washington D. C.) vermutete erstmals 1982 der Kunsthistoriker Theodore Reff, es könnte sich bei der Porträtierten um Hélène André handeln, ohne hierfür jedoch einen Beweis zu liefern. Sein Kollege Charles S. Moffett verweist hierzu auf die mangelnde Ähnlichkeit zu anderen Porträts dieser Zeit.

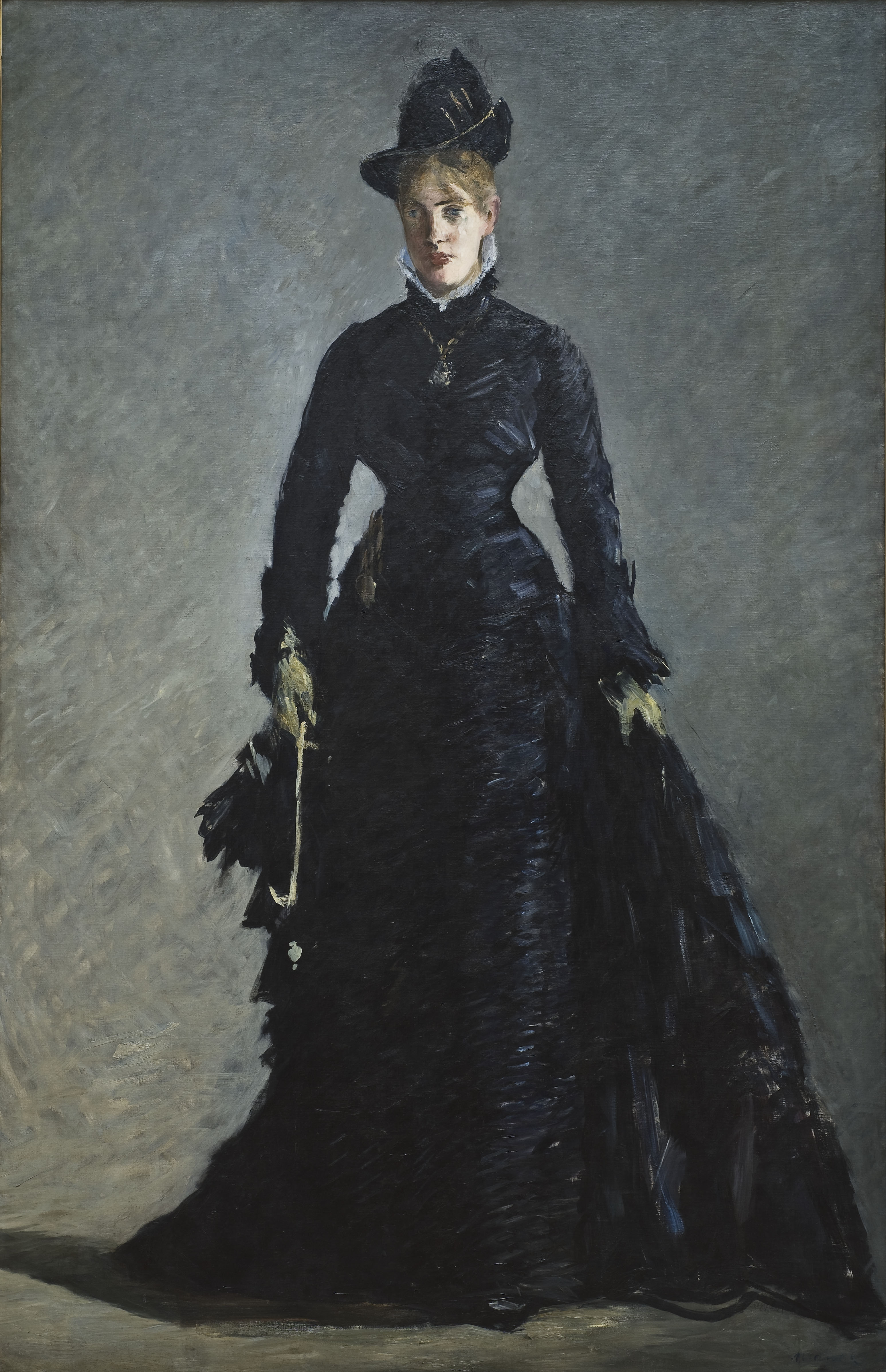
Manet: La Parisienne, 1875
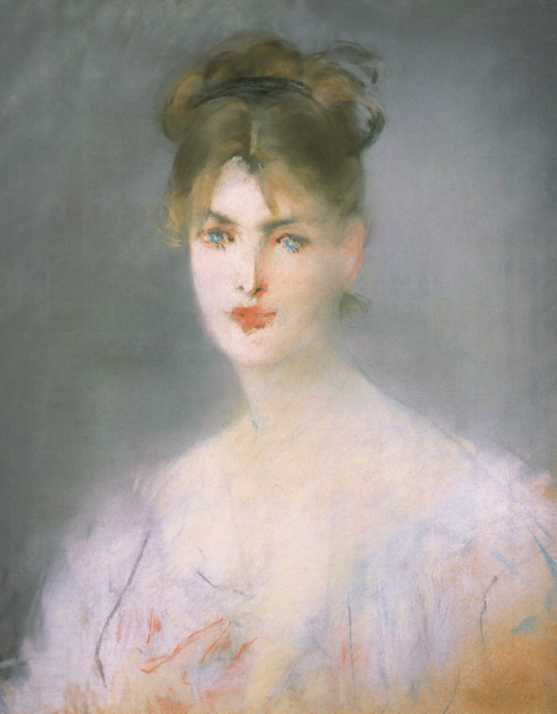
Manet: Bildnis einer jungen blonden Frau, 1878
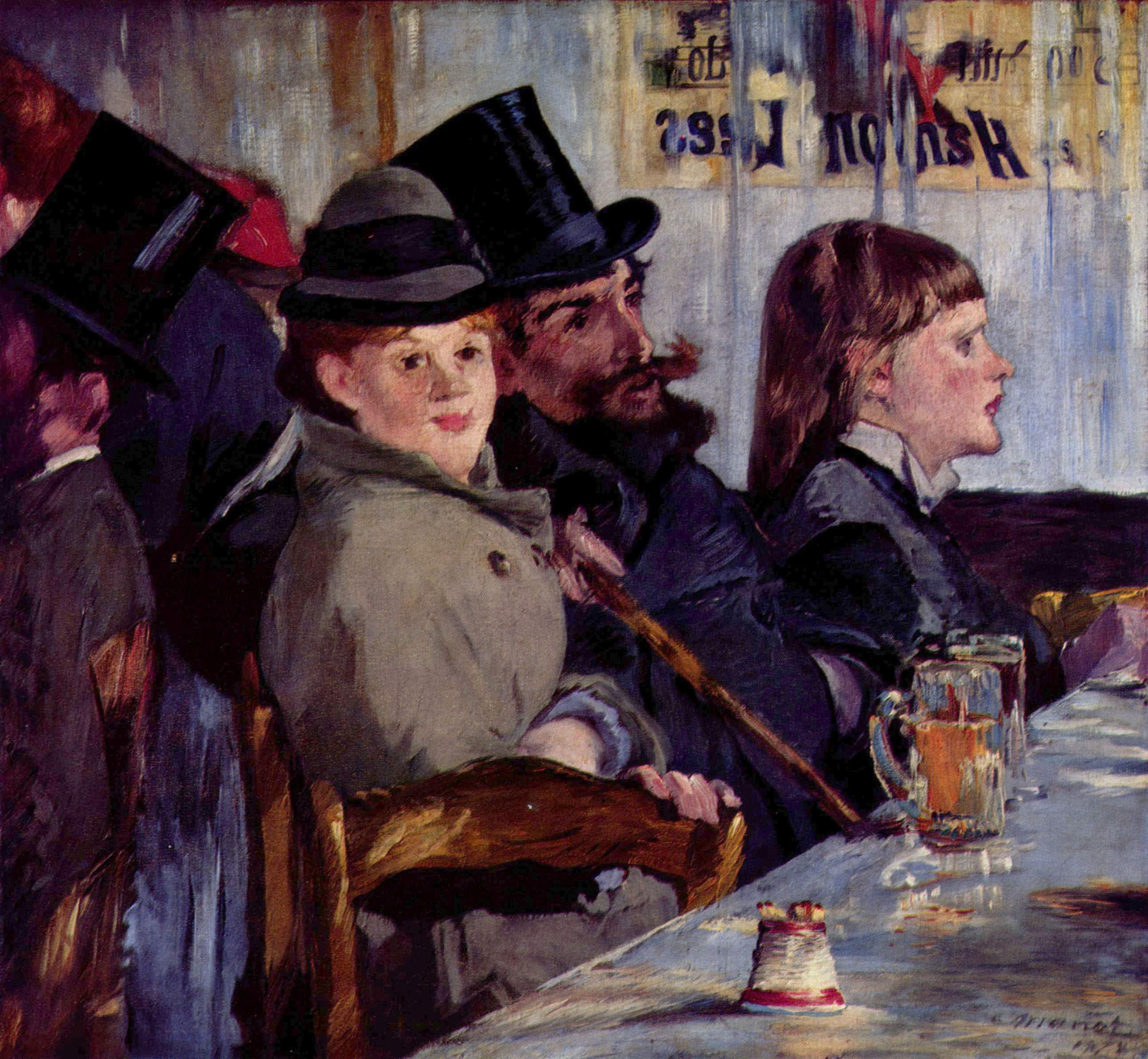
Manet: Au Café, 1878 (André als weibliche Figur mit Hut)
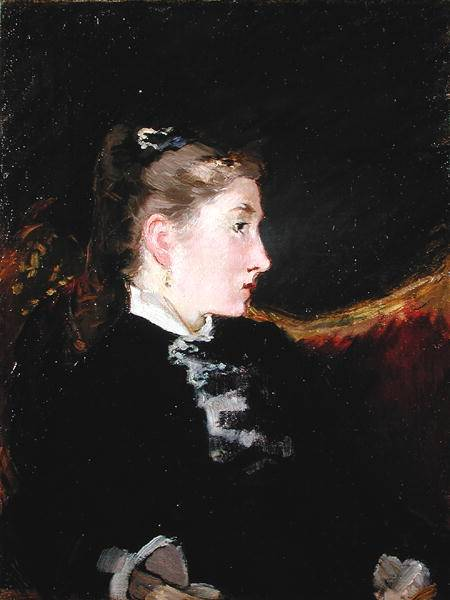
Manet: Sitzendes Mädchen, 1880

### Degas
Edgar Degas hat um 1875 in einem Notizbuch vermerkt, dass er ein Gemälde mit dem Motiv „Hélène et Desboutin dans un café“ (Hélène und Desboutin in einem Café) plane. Es handelt sich hierbei um das 1875–76 entstandene Bild Absinth (Musée d’Orsay), bei dem neben Hélène André der Maler Marcellin Desboutin Modell saß. Diese Caféhausszene ist im Café de la Nouvelle Athènes angesiedelt, in dem Degas Hélène André kennenlernte. Die Darstellung der beiden Personen, in der die Kunsthistorikerin Françoise Cachin „städtisches Treibgut“ sieht, missfiel Hélène André außerordentlich und sie bemerkte hierzu später „le monde renversé, quoi! Et nous avons l’air de deux andouilles“ (Die Welt steht kopf! Und wir sehen aus wie Idioten). Ihr erschien nicht nur ihr Gesicht verzerrt wiedergegeben, sondern insbesondere der in diesem Bild vor ihr stehende Absinth verwunderte sie, da eher der neben ihr sitzende Desboutin solch hochprozentigen alkoholischen Getränken zugetan war.
Die ebenfalls 1876 entstandene Monotypie mit dem Porträt der Hélène André (Art Institute of Chicago) hatte vermutlich mehr Ähnlichkeit mit der Dargestellten. Eine weitere Monotypie, um 1877–80 entstanden, zeigt ihr Profil mit Ohrring (Metropolitan Museum of Art). Aus dem Jahr 1879 sind zwei Pastelle mit ihrem Porträt bekannt: neben der Frau mit Stadtkostüm ist sie eine der drei Frauen in einem Porträtfries (beide Bilder in Privatsammlungen). Im selben Jahr – inzwischen hatte sie einen Künstlernamen angenommen – entstand zudem die Zeichnung Die Schauspielerin Ellen Andrée (Museum of Fine Arts, Boston).
Später zu Degas’ Kunst befragt, äußerte sich Ellen Andrée ablehnend über seine Bilder. Sie gab an, dass Degas ihr einmal ein Bild mit Tänzerinnen der Pariser Oper schenken wollte, sie dies aber ablehnte, da ihr das Bild zu grün und hässlich erschien. Ellen Andrée bevorzugte für sich Bilder von Malern wie Camillo Innocenti, Louis Welden Hawkins und Giuseppe de Nittis.

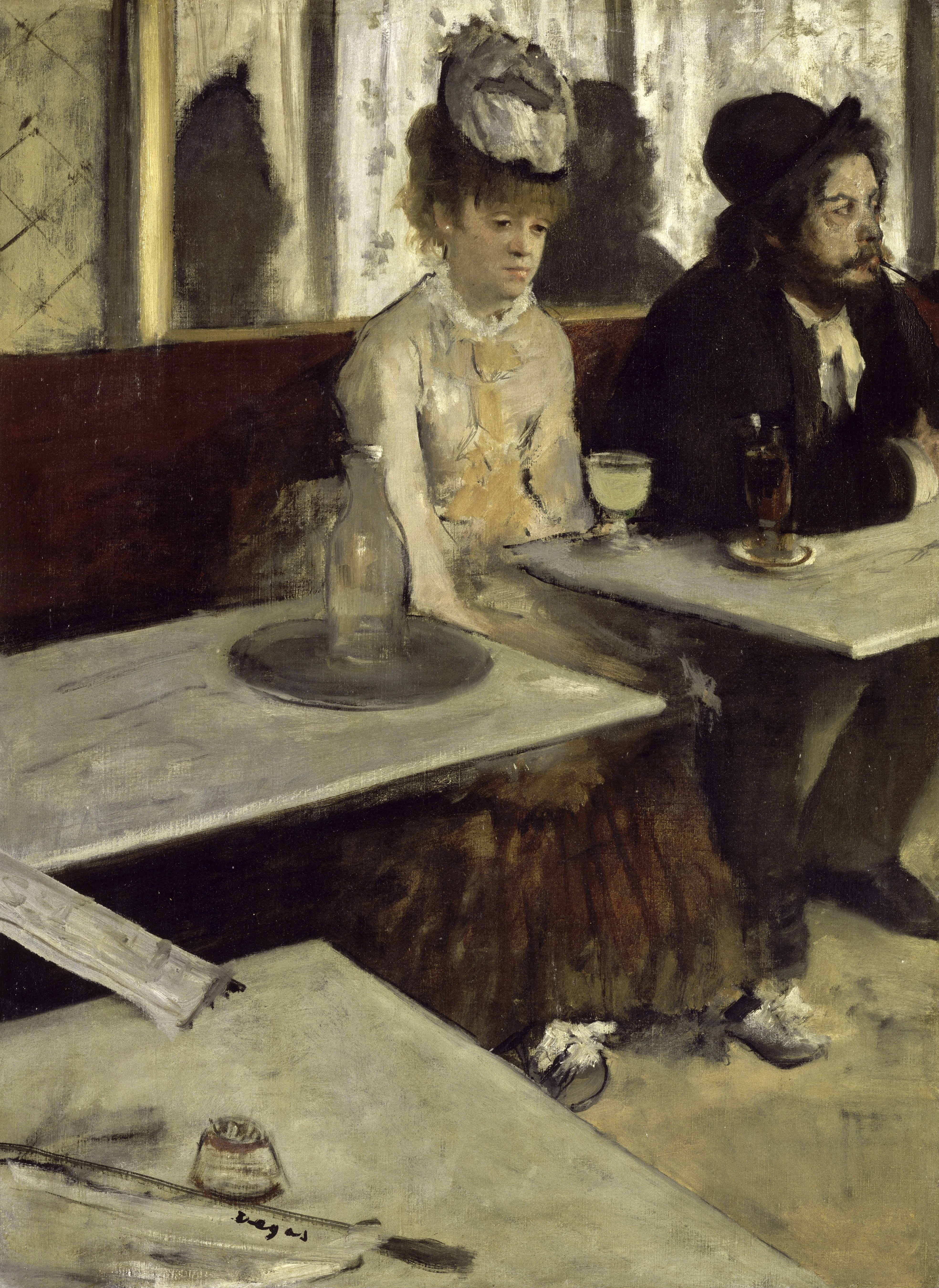
Degas: Absinth, 1876
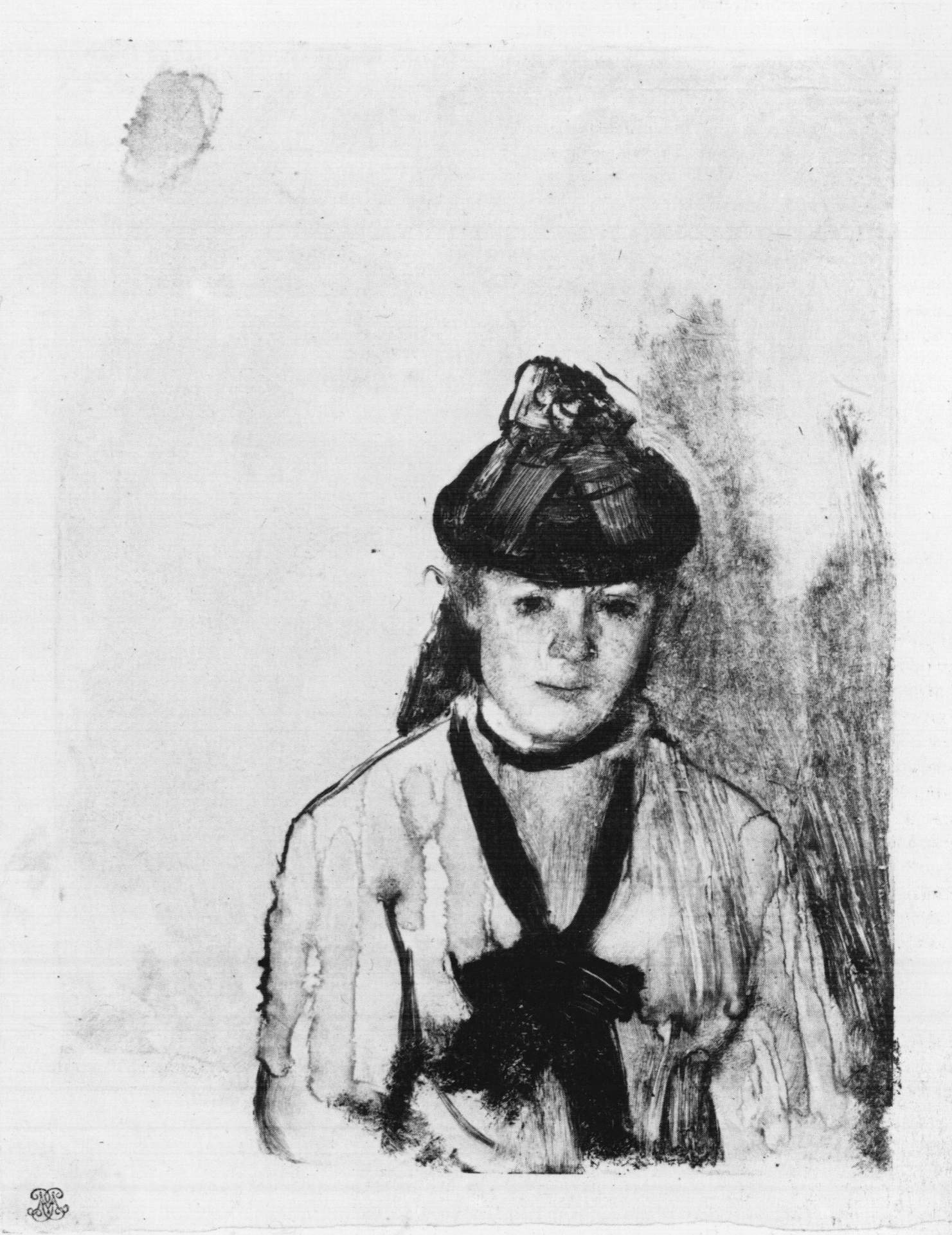
Degas: Porträt Ellen Andrée, 1876
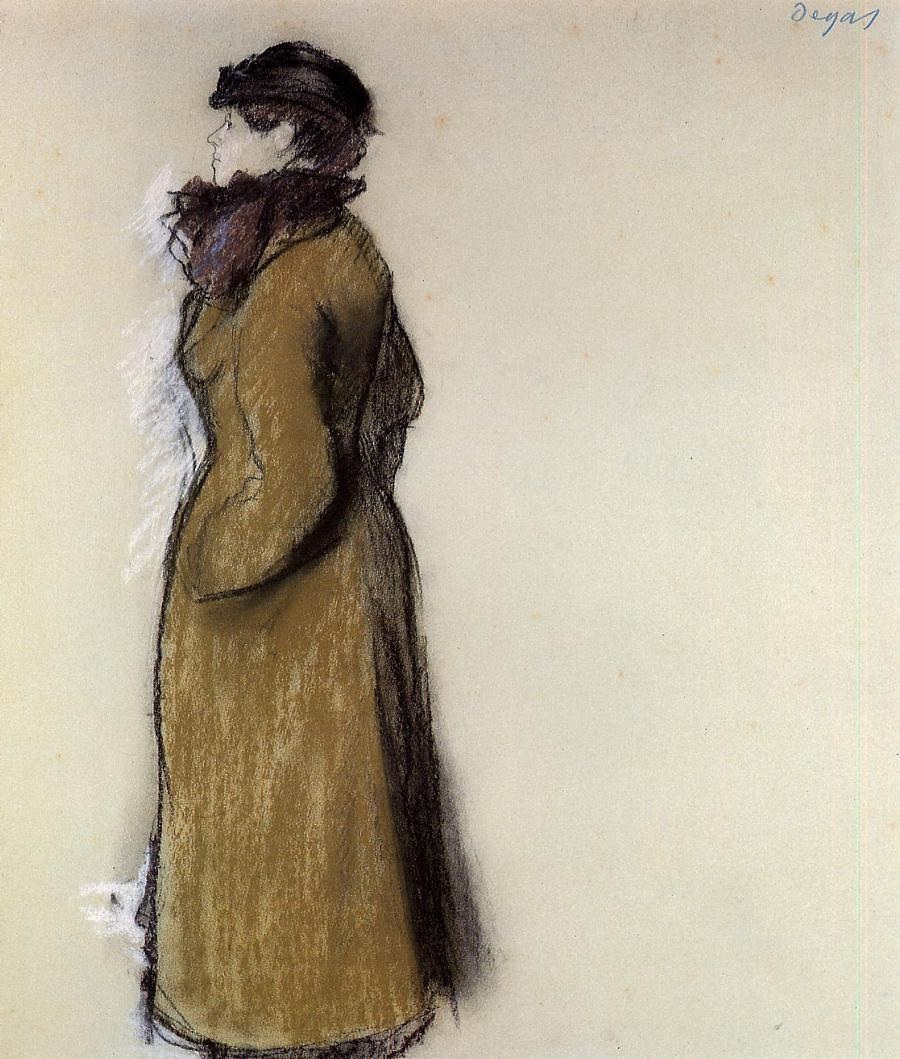
Degas: Frau mit Stadtkostüm, 1879
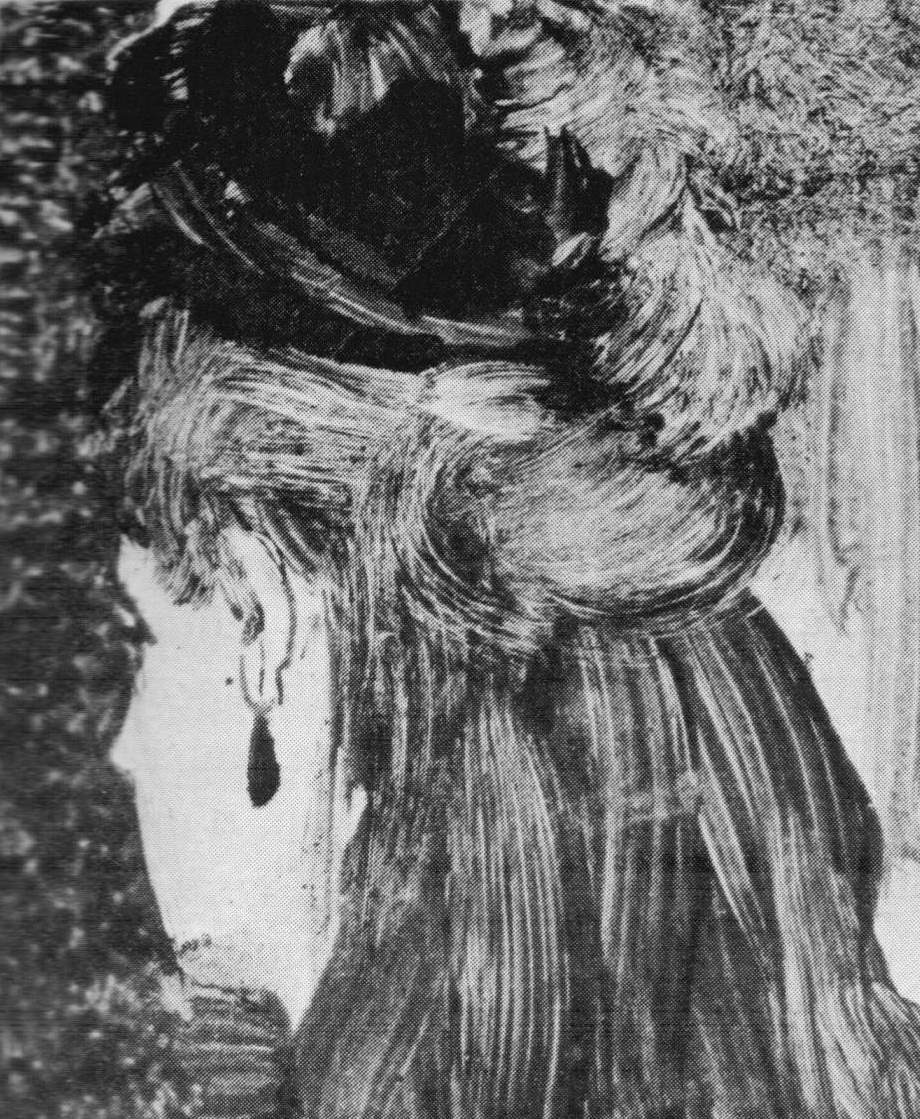
Degas: Profil mit Ohrring, 1877–80

### Renoir
Pierre-Auguste Renoir wählte Ellen Andrée erst einige Jahre nach Manet und Degas als Modell für seine Bilder. So erscheint sie, in einem Sessel sitzend, 1879 in dem kleinformatigen Pastell Porträt Ellen Andrée (Privatsammlung) und ist eine der drei Figuren in dem Gemälde Am Ende des Frühstücks (Städel). In Das Frühstück der Ruderer (Phillips Collection) von 1881, einem Hauptwerk Renoirs, ist sie, trotz dunkler Haare, als biertrinkende weibliche Figur im Hintergrund identifiziert worden, nachdem sie einige Zeit als die blonde Frau im rechten Bildvordergrund vermutet worden war.

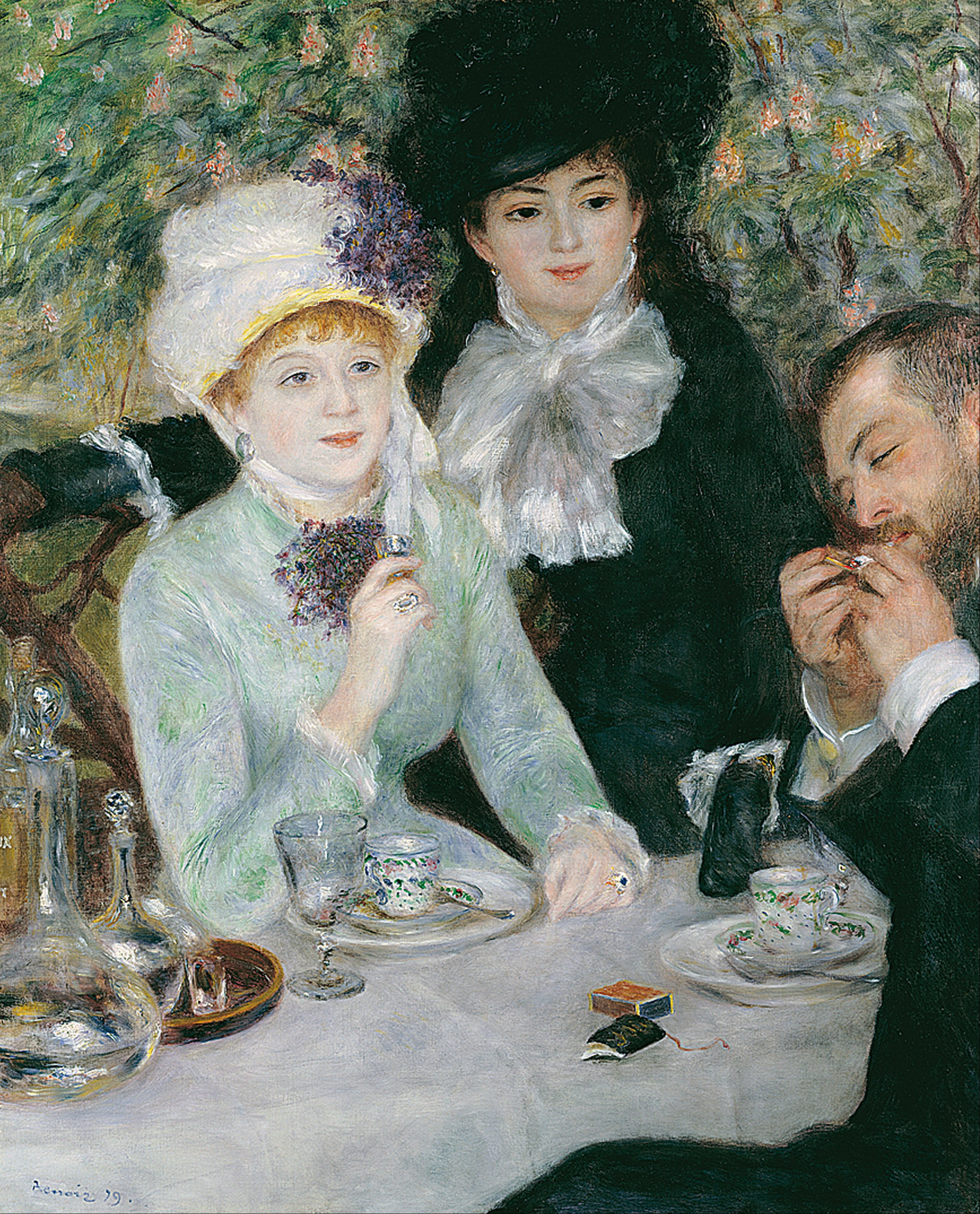
Renoir: Am Ende des Frühstücks, 1879 (links: Ellen Andrée)
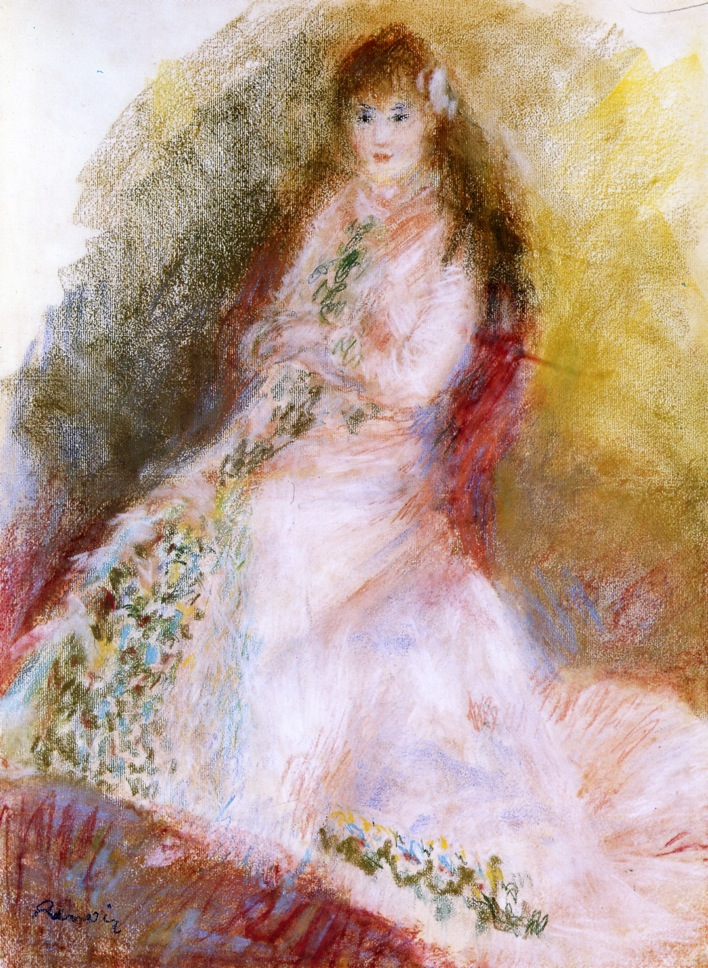
Renoir: Ellen Andrée, 1879
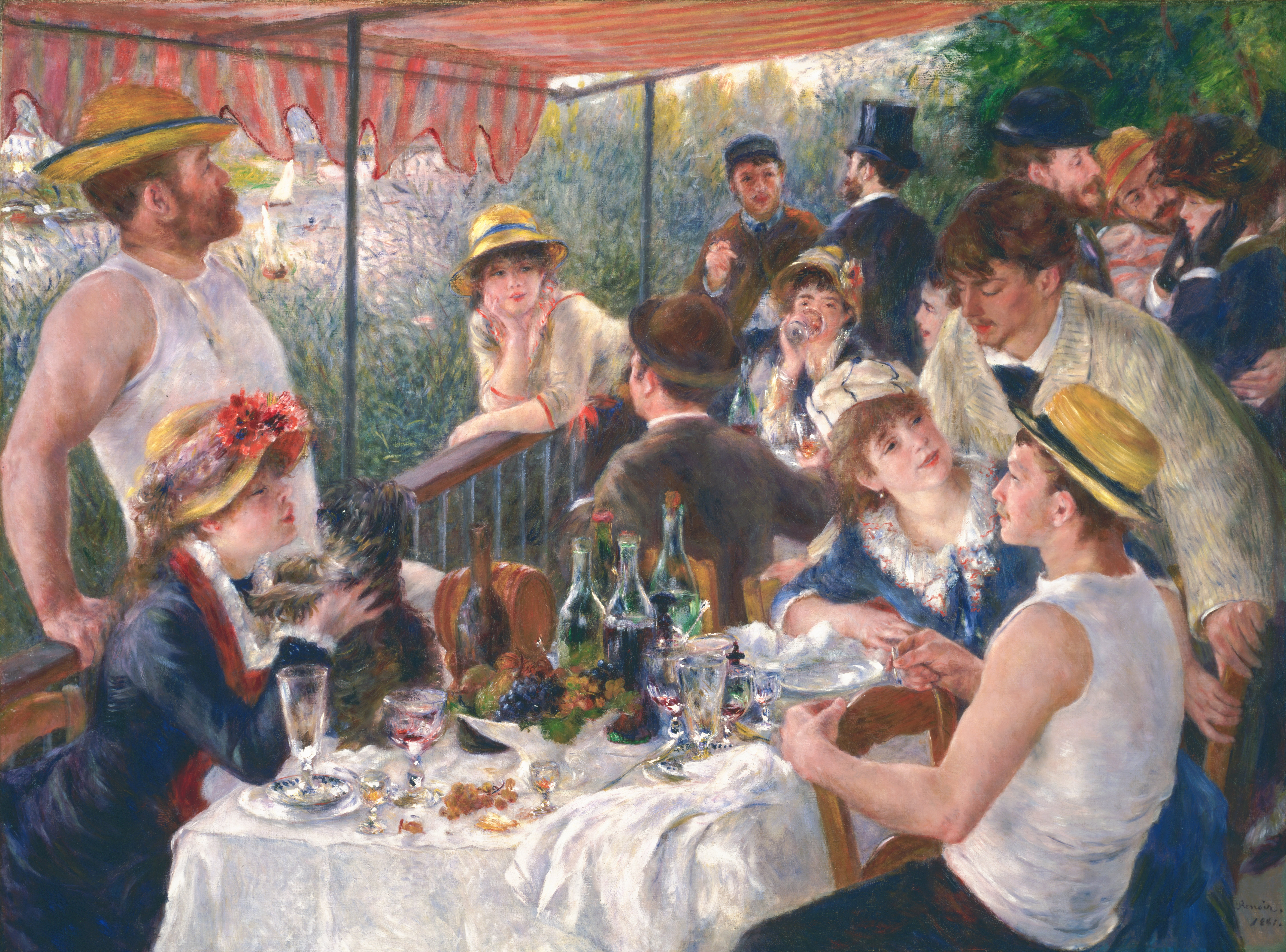
Renoir: Das Frühstück der Ruderer, 1881
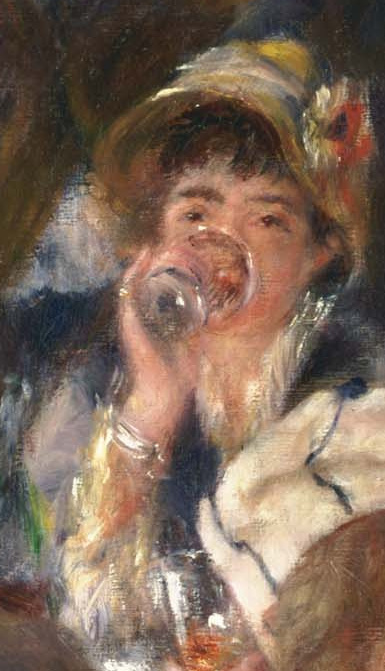
Renoir: Ellen Andrée in Das Frühstück der Ruderer, 1881

### Weitere Maler

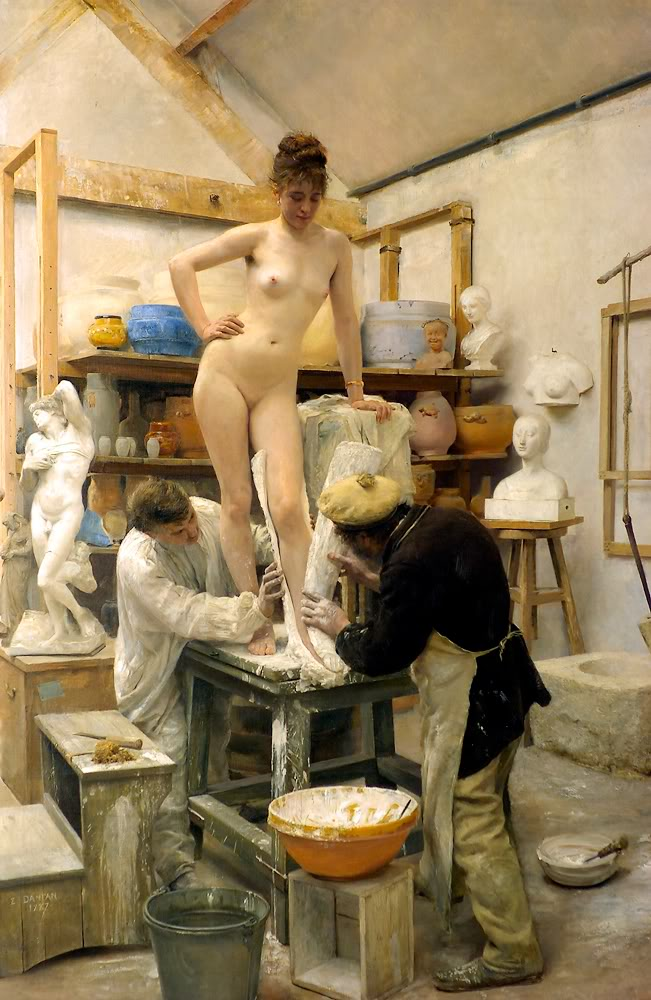
Édouard Joseph Dantan:
Un Moulage sur Nature

Während ihrer Karriere als Modell sorgte das Gemälde Rolla (Musée des Beaux-Arts de Bordeaux) von Henri Gervex für das größte Aufsehen. Sie ist hier als la belle Marion aus dem Gedicht Rolla von Alfred de Musset zu sehen. Es ist das einzige Aktbildnis von Ellen Andrée und sorgte für einen Skandal im Salon de Paris von 1878. Hier war das Bild zunächst zugelassen, musste aber nach Intervention des Superintendenten für die Schönen Künste, Edmond Turquet, wieder abgehängt werden, da er es als unmoralisch empfand. 1887 stand sie Édouard Joseph Dantan Modell für das Atelierbild Un Moulage sur Nature (Göteborgs konstmuseum). Zu den weiteren Malern, die Ellen Andrée porträtierten, gehören Alfred Stevens und Florent Willems.

## Bühne
Ellen Andrée erhielt ihre Bühnenausbildung bei Joseph Landrol (1828–88), einem erfolgreichen Schauspieler am Théâtre du Gymnase. 1879 debütierte sie im Théâtre du Palais-Royal. Es folgten Auftritte in La Cigale von Henri Meilhac und Ludovic Halévy sowie pantomimische Darstellungen in den Folies Bergère. Zudem trat sie in Vaudeville-Stücken im Théâtre des Variétés und im Théâtre de la Renaissance auf. Zu den ersten Journalisten, die ihre Leistungen würdigten, gehörte 1881 Arnold Mortier im Figaro, der ihren Stil mit dem der Schauspielerin Céline Chaumont verglich.
Nach ihrer Hochzeit mit dem Maler Henri Julien Dumont im Jahr 1887 setzte sie ihre Bühnentätigkeit fort. Sie gehörte zur Erstbesetzung des von André Antoine gegründeten Théâtre Libre, eines dem Naturalismus verpflichteten Theaters. Das Theater des Naturalismus bemühte sich um eine „ungeschönte“ Darstellung der Menschen und ihrer Umgebung. Darüber hinaus trat sie in Die Erde (La terre) von Émile Zola und in Ode Triomphale von Augusta Holmès auf. Ihr Erfolg ermöglichte ihr 1894/95 ein Gastspiel am Théâtre Royal du Parc in Brüssel und später auch Tourneereisen nach Russland, Argentinien und in die Vereinigten Staaten.
1897 begründete Oscar Méténier das Théâtre du Grand Guignol und verpflichtete Ellen Andrée für sein Stück Lui!. Im Folgejahr war sie in Les Boulingrin von Georges Courteline zu sehen. An der Seite von André Antoine gab sie 1899 die Marketenderin in Les Gaietés de l’escadron – ebenfalls von Georges Courteline, in dessen Le commissaire est bon enfant sie 1900 mitwirkte. Im selben Jahr trat sie zudem im La Clairière von Lucien Descaves auf. Zu ihren herausragenden Rollen gehörte die Darstellung der Madame Lepic an der Seite von André Antoine in Rotfuchs (Poil de Carotte), einem Stück von Jules Renard. Erneut zusammen mit André Antoine spielte sie 1902 an dessen neuer Wirkungsstätte, dem Théâtre Antoine, in Boule de suif, einem Stück von Oscar Méténier nach einer Vorlage von Guy de Maupassant.
Es folgten Auftritte in Monsieur Vernet von Jules Renard (1903) und La Rafale von Henri Bernstein (1905). 1908 trat sie in Un divorce von André Cury, La Maison en ordre von Arthur Wing Pinero und Le Lys von Gaston Leroux auf.
Im Théâtre du Vaudeville spielte sie 1909 in zwei Stücken: La Maison de danses von Charles Muller nach einem Roman von Paul Reboux und Suzette von Eugène Brieux. Zudem trat sie in diesem Jahr in La Route d’émeraude von Jean Richepin auf. Nach La Vagabonde von Colette (1910) und Le Tribun von Paul Bourget (1911) spielte sie 1912 in La Prise de Berg-op-Zoom von Sacha Guitry und On nait esclave von Jean Schlumberger. Bevor der Erste Weltkrieg ihre Karriere unterbrach, trat sie 1913 in den Stücken La Belle Aventure von Étienne Rey, Le Phalène von Henry Bataille, Hélène Ardouin von Alfred Capus und Les Éclaireuses von Maurice Donnay auf.
Nachdem Ellen Andrée 1920 mit einer Rolle in Chéri erneut in einem Stück von Colette zu sehen gewesen war, feierte sie 1921 im Théâtre Édouard VII einen ihrer größten Erfolge. Sie spielte dort in Le Comédien von Sacha Guitry in mehr als 100 Aufführungen. Im selben Jahr trat sie zudem im Théâtre du Vaudeville in Le Chemin de Damas von Pierre Wolff auf. Ihre letzte bekannte Rolle hatte sie 1923 in Les Vignes du Seigneur von Francis de Croisset.